# NGC 2975
NGC 2975 (również PGC 27664) – galaktyka eliptyczna (E-S0), znajdująca się w gwiazdozbiorze Hydry. Odkrył ją w roku 1886 Ormond Stone.